# Calpurnia aurea
Calpurnia aurea es una especie de árbol perteneciente a la familia de las fabáceas. Es originaria de África meridional.

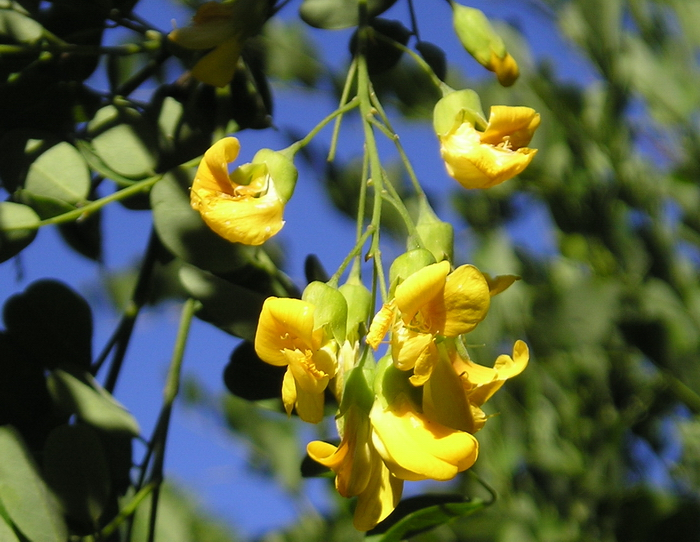
Flores

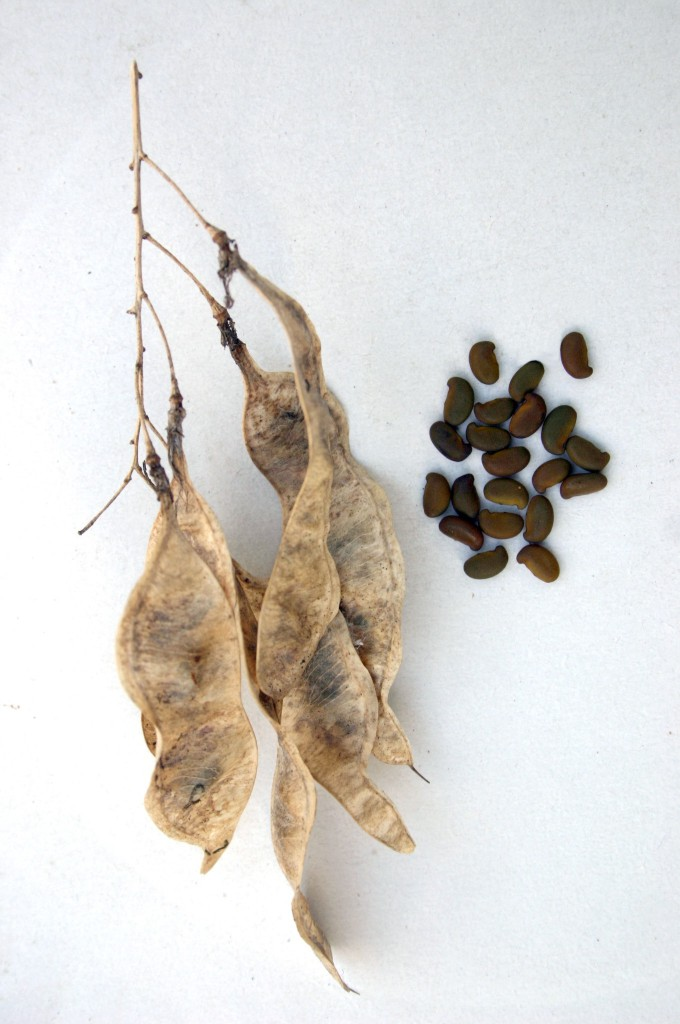
Frutos y semillas

## Descripción
Es un árbol que crece a lo largo de las regiones costeras del sur del Cabo Oriental y tierra adentro hasta el central Transvaal, con una población aislada en el este de Zimbabue. Mayormente se encuentra como un árbol pequeño de 4 m, pero bajo condiciones forestales alcanza alturas de 15 m. La especie produce abundantes ramos de flores amarillas brillosas. Las hojas son compuestas con un foliolo terminal (imparipinnado). Las vainas son delgadas y de consistencia parecida al papel, tienen color pajizo y miden aproximadammente 10 cm de largo.

## Taxonomía
Calpurnia aurea fue descrita por (Aiton) Benth. y publicado en Commentationes de Leguminosarum Generibus 26. 1837.
Sinónimos
- Calpurnia aurea subsp. aurea
- Sophora aurea Aiton
- Virgilia aurea (Aiton) Lam.
- Podalyria aurea (Aiton) Willd.
- Sophora sylvatica Burch.
- Virgilia sylvatica (Burch.) DC.
- Calpurnia sylvatica (Burch.) E.Mey. (1836)
- Calpurnia subdecandra (L'Hér.) Schweick.
- Robinia subdecandra L'Hér.
- Calpurnia lasiogyne E.Mey.[2]